# Иллюзия (психиатрия)
Иллю́зия (от лат. illūsiō — заблуждение, обман) — расстройство восприятия, выражающееся в качественно неправильном, искажённом восприятии реально существующих предметов и явлений, при котором вместо одних предметов действительности воспринимаются совершенно иные объекты. Понятие иллюзий в психиатрии более узкое, чем традиционное понимание иллюзий, и чаще относится к патологии психической сферы. Иллюзии в психиатрии не связаны с внешне сходными феноменами, обусловленными законами физиологии и оптики (включая миражи и тому подобное).

## Типы иллюзий
Выделяются различные по модальности типы иллюзий: слуховые, зрительные, обонятельные, вкусовые, тактильные, вестибулярные и органические. Зрительные иллюзии могут выражаться, например, в восприятии настольной лампы как головы какого-либо животного, а пальто на вешалке как фигуры притаившегося человека.
Выделяются также парейдолии — сложные сценоподобные зрительные иллюзии. Например, восприятие человеком в рисунке обоев или ковра иллюзорных, калейдоскопически сменяющих друг друга видений, напоминающих по смыслу кинофильм.
Аффективные иллюзии возникают под влиянием колебаний аффекта или соответствуют ему по содержанию.

## Нозология
Иллюзии возникают при разных психических расстройствах, включая шизофрению, а также при острой интоксикации психоактивными веществами. Наплыв обильных иллюзий, особенно парейдолических, является одним из признаков помрачения сознания. Аффективные иллюзии могут наблюдаться и у психически здоровых людей при сильном переутомлении.